# Taraxacum revalense
Taraxacum revalense là một loài thực vật có hoa trong họ Cúc. Loài này được H.Lindb. miêu tả khoa học đầu tiên năm 1938.